# ニック・コーデロ
ニック・コーデロ（Nick Cordero、1978年9月17日 - 2020年7月5日）は、カナダのブロードウェイ俳優。2014年のブロードウェイ・ミュージカル『ブロードウェイと銃弾』のチーチ役でトニー賞ミュージカル部門助演男優賞にノミネートされ、ドラマ・デスク・アワードにも2度ノミネートされた。彼のキャリアには、テレビの役や映画の役も含まれている。

## 来歴
カナダのオンタリオ州ハミルトンでカナダ人の母とコスタリカ出身の父の間に生まれ育った。同地のウェストデール中等教育学校を卒業し、トロントのライアソン大学に2年間通ったが、Lovemethodというバンドで演奏するために退学した。
舞台俳優としてのデビューは2009年にニュージャージー州ニューブランズウィックで公開された『トキシック・モンスター』である。これは映画『悪魔の毒々モンスター』を舞台化した作品である。ブロードウェイでの初舞台は2012年の『ロック・オブ・エイジズ』である。
2014年には『ブロードウェイと銃弾』のチーチ役で、トニー賞ミュージカル主演男優賞とドラマ・デスク・アワードミュージカル主演男優賞にノミネートされた。 この役でアウター批評家サークル賞ミュージカル主演男優賞とシアターワールド賞を受賞した。
2016年3月には『ウェイトレス』に参加し、アール役を演じた。だが、その年の内に降板して、新たにブロードウェイ初演のミュージカル『ブロンクス物語』に参加し、2016年11月3日からロングエーカー劇場でソニー役を演じた。 この役柄で2017年のドラマ・デスク・アワード（ミュージカル助演男優賞）にノミネートされている。
2017年には、CBSの警察ドラマ、『ブルーブラッド 〜NYPD家族の絆〜』第8シーズン第4話「アウト・オブ・ザ・ブルー」と第9話「ヘビー・イズ・ザ・ヘッド」でビクター・ルーゴ役を演じた。2018年には、第8シーズン第20話の「ユア・シックス」で再演した。

## 私生活
2017年9月3日に『ブロードウェイと銃弾』で共演したアマンダ・クローツと結婚。2019年6月には一子を授かっている。

## 闘病と死去
2020年3月30日、世界中で蔓延していた新型コロナウイルス感染症（COVID-19）に感染し入院。その時点で重篤状態にあり、3週間ほど、集中治療室（ICU）にて人工呼吸器を付け、人工透析と体外式膜型人工肺（ECMO）による治療を受けた。4月半ばには、合併症による血栓症によって右脚を切除する事態となった。ようやく意識が回復したのは5月13日だった。
だが、その後も容態が回復することはなく、7月2日には妻アマンダはツイートにて、両肺の移植手術が必要になるだろうと語った。そして7月5日午前11時40分、闘病生活95日の果てに、家族に看取られながら他界した。41歳没。
コーデロの死を悼んで、ロングエーカー劇場は劇場名をコーデロにちなんで改名することを表明した。

## フィルモグラフィ

### テレビ
| 年         | タイトル                        | 役                            | Notes                 | Ref    |
| ---------- | ------------------------------- | ----------------------------- | --------------------- | ------ |
| 2005       | クィア・アズ・フォーク          | Tuna Wrap                     | 1 episode             | [ 26 ] |
| 2014       | Lilyhammer                      | Pasquale 'Patsy' Lento        | 1 episode             | [ 26 ] |
| 2014       | The Broadway.com Show           | Himself                       | 5 episodes            | [ 27 ] |
| 2015       | The Talk                        | Himself                       | 1 episode             | [ 28 ] |
| 2015       | 68th Tony Awards                | Himself                       | Performer             | [ 29 ] |
| 2017       | Side by Side by Susan Blackwell | Himself                       | 1 episode; web series | [ 30 ] |
| 2017–2018  | ブルーブラッド 〜NYPD家族の絆〜 | ビクター・ルーゴ              | 3 episodes            | [ 28 ] |
| 2015, 2019 | LAW & ORDER:性犯罪特捜班        | Anthony Marino / Robby Marino | 2 episodes            | [ 28 ] |

### 映画
| 年   | タイトル                  | 役                     | Notes | Ref    |
| ---- | ------------------------- | ---------------------- | ----- | ------ |
| 2007 | Apartments at 254         | John                   | Short | [ 31 ] |
| 2011 | Don Juan                  | ドン・ファン           |       | [ 31 ] |
| 2016 | A Stand Up Guy            | Sal                    |       | [ 28 ] |
| 2017 | ジーサンズ はじめての強盗 | Butcher                |       | [ 31 ] |
| 2019 | Inside Game               | Pete Ruggieri          |       | [ 31 ] |
| 2019 | Mob Town                  | ヴィンセント・ジガンテ |       | [ 28 ] |

### 舞台
| 年        | タイトル               | 役                                | Notes        |
| --------- | ---------------------- | --------------------------------- | ------------ |
| 2009      | The Toxic Avenger      | Melvin Ferd III/The Toxic Avenger | Off-Broadway |
| 2012      | ロック・オブ・エイジズ | デニス・デュプリー                |              |
| 2014      | ブロードウェイと銃弾   | チーチ                            |              |
| 2015      | Brooklynite            | Avenging Angelo                   | Off-Broadway |
| 2016      | ウェイトレス           | アール                            |              |
| 2016–2018 | ブロンクス物語         | ソニー                            |              |

## アワードとノミネート
| 年   | アワード                                         | 部門                   | ノミネート作品       | 結果       |
| ---- | ------------------------------------------------ | ---------------------- | -------------------- | ---------- |
| 2014 | 第70回シアター・ワールド・アワード               | 新人賞                 | ブロードウェイと銃弾 | 受賞       |
| 2014 | 第64回アウター・クリティクス・サークル・アワード | ミュージカル助演男優賞 | ブロードウェイと銃弾 | 受賞       |
| 2014 | 第80回ドラマ・リーグ・アワード                   | 最優秀演技賞           | ブロードウェイと銃弾 | ノミネート |
| 2014 | 第59回ドラマ・デスク・アワード                   | ミュージカル助演男優賞 | ブロードウェイと銃弾 | ノミネート |
| 2014 | 第68回トニー賞                                   | ミュージカル助演男優賞 | ブロードウェイと銃弾 | ノミネート |
| 2017 | アウター・クリティクス・サークル・アワード       | ミュージカル助演男優賞 | ブロンクス物語       | ノミネート |
| 2017 | 第62回ドラマ・デスク・アワード                   | ミュージカル助演男優賞 | ブロンクス物語       | ノミネート |